# らぶゆ!
『らぶゆ！』は、東鉄神による日本の漫画である。月刊漫画雑誌『月刊ヤングチャンピオン烈』（秋田書店）にて、2010年No.03から2012年No.11まで連載。

## ストーリー
高校を退学になり家を追い出され、路頭に迷っていた野々山零司は、クラスメイトの千歳の誘いによって、銭湯「愛の湯」で住み込みで働くことになった。

## 登場人物
野々山兄弟と愛田家の母と娘三姉妹の名前は、数の位にちなんでいる。→ 零司、無限、千歳、万都里、百香、一子。
野々山 零司（ののやま れいじ）
本作の主人公。17歳。同級生の不良3人組から「お前は女を抱けない」などの些細なことでバカにされてキレてバイクで暴走した末に清水寺から落下事故を起こし、命こそ助かったものの、それを機に高校を退学処分にされたことが原因で家も追い出される。路頭に迷っていたところを、千歳の紹介で銭湯「愛の湯」で住み込みで働くようになる。高校時代は不良で髪も金髪に染めたリーゼントヘアに加え、学ランの下に髑髏のTシャツを着た、昔ながらのヤンキーのようだったが、銭湯で働く際に自主的に髪を黒く染めた。部屋にアダルトビデオを所持している。
根は優しいが、性格は短気でキレやすく、物の限度を理解せずに後先考えずに手を出す傾向があり、それが原因で数多くのトラブルを招くこともかなり多い。そのことを兄に指摘され、後に改善した。その一方でカナヅチで泳げない。本人に自覚はないが、周囲の女性からは（悪党含めて）かなりモテている。
千歳に対して恋愛心を抱いている。本人は覚えていないようだが小さい頃に千歳がいじめられている所を助けている。その時に作ったであろう砂団子を千歳は大事に仕舞っていたが、覚えていなかったようなのでそれを踏み潰してしまう。最終的には千歳と結婚し一女をもうけ、愛の湯を継ぐ。
愛田 千歳（あいだ ちとせ）
本作のヒロイン。愛田家の次女。17歳。零司の高校時代のクラスメイトで風紀委員で剣道部所属。路頭に迷っていた零司に職と家を提供してくれた。風紀委員として零司とよく関わっていて、不良だった零司に対して本当は悪い人じゃないという印象を抱いている。しっかり者で姉妹のまとめ役のような存在になっている。
性格は生真面目だが、その分、頭が固い上に零司以上に短気でキレやすく、零司の悪気のない行動に対して直ぐに手をあげることが多い（後にそれが仇となって、零司が自身に対してEDとなる原因にもなった）。だが、それを猛省している部分もあり、零司に「自分が凶暴な女だと思われていないか」と鬱になっていたこともある。
剣の腕は見事で、剣道はもちろんのこと真剣を用いて泥棒を退治したこともある。時代劇ドラマを見ており、また、神社仏閣が好きで、周りからは渋い趣味と言われている。
小さい頃にいじめられていた所を助けてくれた零司を密かに、だが決して忘れることなく思い続けていた。最終的には零司と結婚する。
愛田 万都里（あいだ まつり）
愛田家の長女。18歳。普段は寝ているか食べていることが多く、食べ物の恨みは根に持つ。その一方で、食べ物をくれた人には従順になる。零司に対してそれなりに好意をもっており、千歳にぶたれた彼を慰めようと肉体関係を持とうとしたこともある（その行為は全て未遂に終わっている）。姉妹の中で一番男に対して免疫があり、恥じらいの素振をみせることは少ない。食べてばかりでは太るからと水泳を始めたようだが、大会記録を持つなどなかなかの腕前。適当な性格のようだが水泳の指導は厳しい。
愛田 百香（あいだ ももか）
千歳と同じ高校に通う愛田家の三女。16歳。一人称は「僕」。いつもニンテンドーDSでゲームをしており、同級生の発言から小学生の時からゲームばかりしているようである（そのゲーム機を武器に無限の大学の裸サークルと戦ったことも）。当初は零司に対して姉妹で一番きつい態度をとり、追い出そうとしていたが不良から助けられてからは野々山と名前で呼ぶようになり、次第によき理解者となる（それでも暴力的な性格は変わらないが）。暗いところが苦手。貧乳で、そのことを気にしているが最終的には多少の成長を見せる。
愛田 一子（あいだ いちこ）
万都里、千歳、百香の母親。夫と死別してから世界中を旅して回っており色々な土産を買ってくる。ちなみにその土産は百香によって売られてしまう。零司に試験と称して一緒に風呂に入ることを強要する。その際に自分は愛田家の長女だと言って零司を騙す。
ギブソン・レスポールを使用しており、愛の湯の更衣室で一人で演奏し自分に酔っていた。
きなこ
愛田家の番犬。零司に襲いかかるなど凶暴で、体も大きい。実はメス。
花ノ院 ソフィ（はなのいん ソフィ）
千歳の隣の女子高の剣道部の主将。祖母がフランス人の混血児であり、金髪に青い目をしている。「鬼百合のソフィ」の異名をとり、剣道は千歳に負けるまでは大会で連勝していた腕の持ち主。剣道で連勝記録を止められて以来、千歳に対抗心を抱いており、そのため零司を誘惑しようとするが失敗している。千歳との再戦の前に屈強な男たち数人を相手に圧勝したため戦闘能力は高い。和風の大豪邸に住んでいる。
野々山 無限（ののやま むげん）
本作の裏主人公。零司の実兄で、メガネをかけている。最京大学理学部四回生。頭脳明晰で運動能力にも秀でた、文武両道の人物。筋肉質な肉体を誇り、置物に見せかけて愛の湯の女湯に堂々と侵入する。自我を持ったときから服を着たことがない、いわゆる裸族。股間の部分は常に薔薇で隠されている。大学では裸サークルなるものも主宰している。愛の湯に訪れ、零司を拉致する。
零司には厳しく当たっているが、同時に良き理解者でもあり、「暴力では何も解決しない」という考えを零司に教え、彼の精神的な成長を促す。
女には興味がなく万都里にフェラチオをされても動じない。だが、皆が零司を迎えに来て裸サークルと戦闘になった際に万都里とソフィのコンビネーション技(前立腺への刺激)で達してしまう。その後、倒れた自分を介抱した零司を見直し、愛の湯に戻るように諭す。
ヒーロー活動のようなこともしているようで、危機に瀕した百香を救ったこともある。それ以降、百香とは気が合い、彼女とセットで登場することもある。

## 用語一覧
愛の湯
零司が住み込みで働くことになった銭湯。常連などもそれなりにいる。通称らぶゆ。
鬼百合女子高等学校
ソフィーが通っている高校。ラブホテルのような外見。

## 書誌情報
- 東鉄神 『らぶゆ！』 秋田書店〈ヤングチャンピオン烈コミックス〉、全4巻
  1. 2011年4月5日初版発行（2011年3月18日発売）、ISBN 978-4-253-25576-9
  2. 2011年12月5日初版発行（2011年11月18日発売）、ISBN 978-4-253-25577-6
  3. 2012年7月5日初版発行（2012年6月20日発売）、ISBN 978-4-253-25578-3
  4. 2013年1月5日初版発行（2012年12月20日発売）、ISBN 978-4-253-25579-0